# Megalodactylus
Megalodactylus is een geslacht van wantsen uit de familie van de Miridae (Blindwantsen). Het geslacht werd voor het eerst wetenschappelijk beschreven door Franz Xaver Fieber in 1858.

## Soorten
Het genus bevat de volgende soorten:

- Megalodactylus grandoculus (Linnavuori, 2010)
- Megalodactylus macularubra (Mulsant & Rey, 1852)